# Le Comte Obligado
Pour plus de détails, voir Fiche technique et Distribution.
Le Comte Obligado est un film français réalisé par Léon Mathot, sorti en 1935, inspiré de l’opérette Comte Obligado, d'André Barde et Raoul Moretti créée en 1927.
Le film comporte notamment la chanson La Fille du bédouin, qui a rendu célèbre Georges Milton en 1927.

## Synopsis
Antoine est garçon d'ascenseur chez « d'Amandine », une maison de haute couture, fréquentée par le gratin international. Convoqué par le notaire pour une affaire de succession, il croit toucher une grosse somme d'argent, mais une fois les taxes et déductions enlevée il s'aperçoit qu'il ne reste pas grand-chose. Il fait part de sa déception à Mitaine, petite main chez « d'Amandine » qu'il rencontre souvent dans l'ascenseur. La déception est tout de même relative car si la plupart des projets d'Antoine tombent à l'eau, la somme reçue lui permettra de mener grande vie pendant trois jours.
Ils décident donc de s'octroyer ce bon temps en compagnie de Mitaine. Fréquentant alors les endroits huppés de la capitale il y rencontre des clients de chez « d'Amandine », notamment la comtesse Xavière de la Miranda et son mari. Se faisant passer pour un riche investisseur, il prendra le nom de Comte Obligado. Il finit par intéresser Miranda qui a besoin de liquidité. Xavière fera tout pour conquérir Antoine, tandis Martine de Poligny une autre intrigante fera de même. Antoine réussit à les berner pendant deux jours, un autre aventurier, Robert de Moutiers feindra même de tomber amoureux de Mitaine pour lui demander ensuite d'intercéder auprès d'Antoine.
Mais ce qui devait arriver arriva, Antoine est reconnu pour ce qu'il est vraiment, Mitaine surprend le double jeu de Robert, et celle-ci considérée comme complice d'Antoine est licenciée. Antoine désemparé s'en va alors assister au tirage de la loterie nationale. Il avait le billet gagnant, il rachète les créances de chez « d'Amandine » et en devient le patron avec Mitaine

## Fiche technique
- Titre français : Le Comte Obligado
- Réalisation : Léon Mathot
- Scénario :  André Barde d'après son opérette et René Pujol
- Décors : Pierre Schild
- Photographie : René Gaveau et Paul Portier
- Son : Marcel Courmes
- Montage : Léonide Moguy
- Musique : Raoul Moretti
- Société de distribution : Cinélux
- Pays d'origine :  France
- Format : Noir et blanc - Son mono - 1,37:1
- Genre : Comédie
- Durée : 97 minutes
- Date de sortie :
- France : 1er février 1935

## Distribution
- Georges Milton : Antoine
- Germaine Aussey : Xavière de Miranda
- Jean Aquistapace : Monsieur de Miranda
- Pierre Etchepare : Monsieur d'Amandine
- Edith Méra : Martine de Poligny
- Paulette Dubost : Mitaine
- Lucien Callamand : Le barman
- Jean Rousselière : Robert de Moutiers
- Robert Seller : Monsieur de Poligny

## Autour du film
Ce film a été réédité chez René Chateau Vidéo en 2009 dans une version restaurée.